# Itaguatins
Itaguatins es un municipio brasileño del estado del Tocantins. Se localiza a una latitud 05º46'08" sur y a una longitud 47º29'00" oeste, estando a una altitud de 130 metros. Su población estimada en 2004 era de 6.579 habitantes.